# Сапъюган
Сапъюган — река в России, протекает в Ханты-Мансийском АО. Устье реки находится в 27 км по левому берегу реки Ёхомъёган. Длина реки составляет 26 км. Левый приток — Сапъюганъёгарт.

## Данные водного реестра
По данным государственного водного реестра России относится к Нижнеобскому бассейновому округу, водохозяйственный участок реки — Обь от впадения Иртыша до впадения реки Северная Сосьва, речной подбассейн реки — бассейны притока Оби от Иртыша до впадения Северной Сосьвы. Речной бассейн реки — (Нижняя) Обь от впадения Иртыша.